# Ladyofthelake
Ladyofthelake, född 31 mars 2010 är en svensk varmblodig travhäst. Hon tränas av Lise-Lotte Nyström, som även är hennes skötare. I sulkylopp körs hon av Pierre Nyström och i montélopp rids hon av Anna Erixon. Hon räknas som en av Sveriges bästa montéhästar.
Ladyofthelake tävlade under åren 2013-2020, och sprang in 1,9 miljoner kronor på 131 starter, varav 26 segrar, 13 andraplatser och 19 tredjeplatser. Hon tog karriärens största seger i Åby Nordic Monté Trophy (2019). Bland andra stora meriter räknas segern i Prix Loic Seroux (2019).

## Karriär

### Tiden som unghäst
Ladyofthelake gjorde tävlingsdebut i juni 2013 i ett treåringslopp på Gävletravet. Den första segern kom i karriärens nionde start i december 2013 på Romme travbana.

### Monté
Ladyofthelake tävlade flitigt på i sulkylopp ända till slutet av 2017. I januari 2018 gjorde hon karriärens första start i monté, och segrade direkt. Under 2018 segrade hon i hennes tre första montéstarter och räknades snabbt som en av landets bästa montéhästar. 
Under 2019 tog hon bland annat karriärens största seger i Åby Nordic Monté Trophy på Åbytravet. Hon reste sedan till Frankrike, där hon segrade i Prix Loic Seroux på Hippodrome de Pontchâteau. För sitt framgångsrika år 2019 tilldelades hon Svensk Travsports montépris tillsammans med Anna Erixon och Lise-Lotte Nyström på Hästgalan 2020.
Under 2020 skadade hon sig i en böjsena och fick avsluta sin tävlingskarriär. Hon kommer framöver vara verksam som avelssto.